# 陶葆楷
陶葆楷（1906年10月1日—1992年2月16日），男，江苏无锡人，中国土木工程与环境工程教育家，现代给排水工程创始人之一，中国环境工程学科奠基人。

## 生平
1920年，考入清华学校。1926年，从清华学校毕业，赴美留学。
1929年，从麻省理工学院获得土木工程学士学位。1930年，从哈佛大学获得卫生工程硕士学位。1930年至1931年，在柏林理工大学进修。
1931年，任清华大学土木工程系教授。
1935年，编写给水工程方面最早的中文教材——《给水工程》，建立卫生工程实验室。
1940年8月，任西南联大土木工程系系主任。1946年，继续担任清华大学土木工程学系主任。
1949年1月，任台湾大学土木工程系教授。
1949年7月，任广州岭南大学土木工程系教授。
1950年7月至1952年7月，任北京大学土木工程学系教授。
1952年，回到清华大学任教。1976年到1977年，促成中国第一个环境工程专业在清华大学诞生。
1992年2月16日，在北京逝世。

## 家庭
夫人孙宜。儿子陶中源。儿媳胡康健。